# ليماري نادال
ليماري نادال (11 فبراير 1978) هي ممثلة بورتوريكية.

## حياتها
في سن الثانية والعشرين من عمرها أنهت ليماري دراستها بدرجة الماجستير في الكيمياء. اشتغلت بعدها في مسرح بسان خوان. في عام 2001 سافرت إلى لوس أنجلس وهناك زارت مدرسة التمثيل.
ليماري متزوجة في الوقت الحالي مع الممثل الأمريكي إدوارد جيمس أولموس.

## روابط خارجية
- ليماري نادال على موقع IMDb (الإنجليزية)
- ليماري نادال على موقع أول موفي (الإنجليزية)
- ليماري نادال على موقع قاعدة بيانات الأفلام السويدية (السويدية)
- ليماري نادال على موقع قاعدة بيانات الفيلم (الإنجليزية)